# Stargate Resistance
 (août 2011).
Si vous disposez d'ouvrages ou d'articles de référence ou si vous connaissez des sites web de qualité traitant du thème abordé ici, merci de compléter l'article en donnant les références utiles à sa vérifiabilité et en les liant à la section « Notes et références ».
Stargate Resistance est un jeu vidéo de tir à la troisième personne qui est basé sur la franchise de la série télévisée de science-fiction Stargate SG-1.
Ce jeu a été annoncé le 8 décembre 2009 par la Cheyenne Mountain Entertainment qui est aussi chargé du développement d'un autre jeu de la franchise en MMORPG : Stargate Worlds.
Depuis mai 2010, la société DarkComet assure le développement du jeu, toujours sous le contrôle de Firesky.
La sortie mondiale a eu lieu le 10 février 2010, le jeu est disponible uniquement en anglais par téléchargement internet. Du contenu supplémentaire et d'autres langues sont en projet.
Le 16 novembre 2010, le studio a annoncé la fermeture des serveurs pour le 15 janvier 2011,,. Le jeu a été retiré de la vente moins d'un an après sa sortie, perpétuant la malédiction poursuivant tous les jeux de la licence Stargate.

## Histoire
La Tau'ri a remporté de nombreuses victoires contre les Goa'uld et étendu son influence à travers la galaxie grâce au SGC, désormais sous le commandement du Brigadier Général Samantha Carter. Malheureusement, les Grands Maîtres Goa'uld ont fini par apprendre de leurs erreurs: Ils sont retournés sur d'anciens mondes Goa'uld oubliés pour rebâtir leur empire, ils se sont réorganisés et ont adapté les tactiques du SGC pour les retourner contre la Tau'ri avec le Troisième Groupe de Combat Goa'uld; le SGC a répliqué en déployant le Second Régiment Stargate (SGR-2). La guerre a trouvé son second souffle...

## Système de jeu

### Armes
- Tau'ri :
  - P90
  - Lance-grenades
  - Desert Eagle
  - Pistolet 9mm
  - Fusil Sniper

- Grands Maîtres :
  - Lance Jaffa
  - Gant Goa'uld
  - Dague A'Tar
  - Hara'Kash

### Équipement
- Tau'ri :
  - Grenades fumigènes
  - Mines
  - Tourelle automatisée calibre 50
  - Tourelles de soins
  - Injecteur de nanites

- Grands Maîtres :
  - Grenade Jaffa
  - Camouflage Reetou

### Classes jouables
- Tau'ri :
  - Soldat : P90, Lance-grenades, Grenades fumigènes
  - Commando: Fusil de Sniper, Desert Eagle, Mines
  - Scientifique : Pistolet 9mm, Injecteur de nanites, Tourelle automatisée calibre 50, Tourelle de soins

- Grands Maîtres :
  - Goa'uld : Gant Goa'uld, Bouclier
  - Jaffa : Lance Jaffa, Grenade Jaffa
  - Ashrak: Dague A'Tar, Camouflage Reetou

### Mondes visitables
- SGC : les Goa'uld prennent d'assaut la base Tau'ri. Chaque camp doit prendre et tenir trois points tactiques (Salle de Contrôle, Générateur, Système d'Autodestruction). Pour gagner les Goa'uld doivent réactiver le générateur afin de neutraliser pour de bon le système d'autodestruction. Les Tau'ri doivent enrayer l'invasion en réalimentant la salle de contrôle avec le générateur et en la reprenant le temps de réactiver et de fermer l'Iris afin de stopper l'afflux de renforts.

- Amarna : le SGC envoie une équipe pour trouver une mine riche en Naquadah. Cette planète est sous domination Goa'uld et ces derniers tendent une embuscade aux Tau'ri à leur retour à la Porte des Étoiles.

- Piramess : monde avancé technologiquement et depuis vaincu et sous blocus par les Goa'uld, il abrite désormais des équipements que les deux camps veulent récupérer. On citera notamment un contrôleur météorologique qui permet de lever une tempête de neige sur la carte. Pour gagner, les Goa'ulds doivent récupérer les plans du contrôleur météo, tandis que les Tau'ri doivent réactiver la défense planétaire pour briser le blocus.

- Leonops : l'arène de Leonops abrite le Tribunal du Châtiment, une technologie de résurrection proche du sarcophage, afin de permettre aux combattants de se battre indéfiniment pour le plus grand plaisir du Goa'uld Mahes qui régnait autrefois sur ce monde. Les Tau'ri cherchent à mettre la main dessus tandis que les Goa'uld défendront leur temple.

### Modes de jeu
Trois modes sont prévus pour le jeu :
- Team Deathmatch : Amarna, Leonops.
- Capture the Tech (équivalent du mode capture du drapeau[7]) : Piramess.
- Domination : SGC.
- Last Man Standing : Leonops.

### ACP
Il est possible d'acheter plusieurs Advanced Combat Packs qui ajoutent de nouvelles armures au jeu. Ils ont une unique vocation esthétique, mais il apparait que le nouveau design des avatars donnerait des avantages tactiques non prévus. Par exemple, le Jaffa voit sa tête cachée par un casque, ce qui le rend plus difficile à tuer par un Commando. Ce dernier n'est pas en reste car son ACP le rend plus difficile à voir dans les environnements sombres.

## Configuration minimale requise
- Windows XP SP2 ou Windows Vista
- 2.0 + GHZ Single Core Processor
- 512 Mo de RAM
- NVIDIA 6200 ou ATI Radeon 9600 + Carte vidéo
- 8 Go d'espace disque libre